# Нидерланды на «Детском Евровидении — 2004»
Нидерланды участвовали в «Детском Евровидении — 2004», проходившем в Лиллехаммере, Норвегия, 20 ноября 2004 года. На конкурсе страну представили Клэр и Ники, выступившие третьими. Они заняли одиннадцатое место, набрав 27 баллов.

## Национальный отбор
Национальный отбор состоял из трёх шоу: двух полуфиналов и финала. Финалисты и победитель финала были выбраны смесью голосов, состоящих из голосов взрослого жюри, детского жюри и телеголосования.

### Первый полуфинал
Первый полуфинал состоялся 11 сентября 2004 года. 5 участников приняло участие и трое из них прошли в финал.
| Первый полуфинал — 11 сентября 2004 | Первый полуфинал — 11 сентября 2004 | Первый полуфинал — 11 сентября 2004     | Первый полуфинал — 11 сентября 2004 | Первый полуфинал — 11 сентября 2004 | Первый полуфинал — 11 сентября 2004 | Первый полуфинал — 11 сентября 2004 | Первый полуфинал — 11 сентября 2004 |
| №                                   | Артист                              | Песня                                   | Детское жюри                        | Взрослое жюри                       | Телезрители                         | Баллы                               | Место                               |
| ----------------------------------- | ----------------------------------- | --------------------------------------- | ----------------------------------- | ----------------------------------- | ----------------------------------- | ----------------------------------- | ----------------------------------- |
| 01                                  | Four Stars                          | «Hoi»                                   | 6                                   | 7                                   | 8                                   | 21                                  | 4                                   |
| 02                                  | Марникс ван дер Мозель              | «Het aller, aller, aller grootste hart» | 10                                  | 10                                  | 7                                   | 27                                  | 2                                   |
| 03                                  | Клэр и Ники                         | «Hij is een kei»                        | 7                                   | 8                                   | 10                                  | 25                                  | 3                                   |
| 04                                  | Шакира Вонг Сиоэ                    | «Dansen in Afrika»                      | 12                                  | 12                                  | 12                                  | 36                                  | 1                                   |
| 05                                  | Лоррен Реттич                       | «Alles wat je kan»                      | 8                                   | 6                                   | 6                                   | 20                                  | 5                                   |

### Второй полуфинал
Второй полуфинал состоялся 18 сентября 2004 года. 5 участников приняло участие и двое из них прошли в финал.
| Второй полуфинал — 18 сентября 2004 | Второй полуфинал — 18 сентября 2004 | Второй полуфинал — 18 сентября 2004 | Второй полуфинал — 18 сентября 2004 | Второй полуфинал — 18 сентября 2004 | Второй полуфинал — 18 сентября 2004 | Второй полуфинал — 18 сентября 2004 | Второй полуфинал — 18 сентября 2004 |
| №                                   | Артист                              | Песня                               | Детское жюри                        | Взрослое жюри                       | Телезрители                         | Баллы                               | Место                               |
| ----------------------------------- | ----------------------------------- | ----------------------------------- | ----------------------------------- | ----------------------------------- | ----------------------------------- | ----------------------------------- | ----------------------------------- |
| 01                                  | Кика                                | «Dansen»                            | 7                                   | 7                                   | 8                                   | 22                                  | 4                                   |
| 02                                  | Four Flying Elements                | «Zo is het leven»                   | 10                                  | 8                                   | 6                                   | 24                                  | 3                                   |
| 03                                  | Дениc Кляйн                         | «De jungle beat»                    | 8                                   | 6                                   | 7                                   | 21                                  | 5                                   |
| 04                                  | Дэнни Хекстра                       | «Van zingen word ik blij»           | 6                                   | 10                                  | 12                                  | 28                                  | 2                                   |
| 05                                  | Анук Хендрикс                       | «Over en uit»                       | 12                                  | 12                                  | 10                                  | 34                                  | 1                                   |

### Финал
Финал состоялся 25 сентября 2004 года. 5 участников приняло участие.
| Финал — 25 сентября 2004 | Финал — 25 сентября 2004 | Финал — 25 сентября 2004                | Финал — 25 сентября 2004 | Финал — 25 сентября 2004 | Финал — 25 сентября 2004 | Финал — 25 сентября 2004 | Финал — 25 сентября 2004 |
| №                        | Артист                   | Песня                                   | Детское жюри             | Взрослое жюри            | Телезрители              | Баллы                    | Место                    |
| ------------------------ | ------------------------ | --------------------------------------- | ------------------------ | ------------------------ | ------------------------ | ------------------------ | ------------------------ |
| 01                       | Марникс ван дер Мозель   | «Het aller, aller, aller grootste hart» | 7                        | 6                        | 6                        | 19                       | 5                        |
| 02                       | Шакира Вонг Сиоэ         | «Dansen in Afrika»                      | 8                        | 8                        | 8                        | 24                       | 4                        |
| 03                       | Дэнни Хекстра            | «Van zingen word ik blij»               | 6                        | 7                        | 12                       | 25                       | 3                        |
| 04                       | Анук Хендрикс            | «Over en uit»                           | 12                       | 10                       | 7                        | 29                       | 2                        |
| 05                       | Клэр и Ники              | «Hij is een kei»                        | 10                       | 10                       | 12                       | 32                       | 1                        |

## На «Детском Евровидении»
Финал конкурса транслировал телеканал Nederland 1, комментатором которого была Анжела Гротуизен, а голоса от Нидерландов объявлял Дэнни Хекстра. Клэр и Ники выступили под третьим номером перед Швейцарией и после Мальты, и заняли одиннадцатое место, набрав 27 баллов.

## Голосование[6]
| Баллы     | Страна                                     |
| --------- | ------------------------------------------ |
| 12 баллов |                                            |
| 10 баллов |                                            |
| 8 баллов  |                                            |
| 7 баллов  | Бельгия                                    |
| 6 баллов  |                                            |
| 5 баллов  | Латвия                                     |
| 4 балла   |                                            |
| 3 балла   | Белоруссия Мальта Норвегия                 |
| 2 балла   | Испания                                    |
| 1 балл    | Северная Македония Франция Хорватия Швеция |

| Баллы     | Страна             |
| --------- | ------------------ |
| 12 баллов | Великобритания     |
| 10 баллов | Испания            |
| 8 баллов  | Хорватия           |
| 7 баллов  | Дания              |
| 6 баллов  | Северная Македония |
| 5 баллов  | Франция            |
| 4 балла   | Бельгия            |
| 3 балла   | Кипр               |
| 2 балла   | Мальта             |
| 1 балл    | Греция             |